# Mughiphantes suffusus
Mughiphantes suffusus là một loài nhện trong họ Linyphiidae.
Loài này thuộc chi Mughiphantes. Mughiphantes suffusus được Embrik Strand miêu tả năm 1901.